# Marco Vanzini
Marco Vanzini (Montevidéu, 19 de abril de 1976) é um futebolista uruguaio. Atua como volante.
Vanzini jogou por grande parte de sua carreira no Nacional e está sem clube. 

## Clubes da carreira
- Danubio 1995-1996,
- Banfield 1997
- Nacional 1998- Apertura 2003-
- Sporting Braga 2003-2005,
- Nacional 2003-2007.
- Juventude 2007

## Títulos
- Campeão Copa Uruguaia 1998 (Nacional)
- Campeão Liga Pré-Libertadores de América 1999 (Nacional)
- Campeão Copa Uruguaia 2000-2001-2002